# Даріо Івановскі
Даріо Івановскі (мак. Дарио Ивановски; (15 травня 1997 , Скоп'є )) — північномакедонський бігун на довгі дистанції. Виступає за збірну Північної Македонії і клуб «Работнічкі» з міста Скоп'є. Учасник чемпіонату Європи в приміщенні 2019 року.

## Життєпис
Даріо Івановскі народився в місті Скоп'є 15 травня 1997 року.

## Кар'єра
Даріо Івановскі виграв змагання в бігу на 3000 метрів на турнірі в албанській Ельбасані в 2016 році.
У 2017 році він виграв напівмарафон, який був частиною Скоп'євського марафону з часом 1.11.26. Також Даріо Івановскі 22 квітня 2017 року виграв Белградський напівмарафон, подолавши дистанцію за 1 годину 10 хвилин.
Він також встановив національний рекорд з бігу на 3000 метрів під час змагань у Новому Саді.
Даріо Івановскі брав участь у забігу на 1500 метрів на чемпіонаті світу в приміщенні 2018 року. 21 квітня 2018 року він виграв Белградський напівмарафон вдруге поспіль, цього разу встановивши новий особистий рекорд, показавши час 1 година 08 хвилин 03 секунди.
У лютому Даріо Івановскі брав участь на чемпіонаті Балкан, який проходив у турецькому Стамбулі на арені Ataköy Athletics Arena. Він вчергове покращив свої досягнення. На змаганнях 16 лютого 2019 року утсановив національний рекорд з бігу на 3000 метрів у приміщенні. Його результат — 8.03,65, дозволив зайняти друге місце.
Даріо Івановскі брав участь на чемпіонат Європи в приміщенні 2019 року, що проходив у шотландському Глазго, однак не зумів фінішувати в попередньому раунді з бігу на 3000 метрів.

### Особисті рекорди
| Дистанція    | Місце        | Дата         | Результат |
| ------------ | ------------ | ------------ | --------- |
| 800 метрів   | Пітешті      | 26 июня 2016 | 1.54,36   |
| 1500 метрів  | Таррагона    | 29 июня 2018 | 3.47,13   |
| 3000 метрів  | Стара-Загора | 21 июля 2018 | 8.17,65   |
| Напівмарафон | Скоп'є       | 6 мая 2018   | 1.09.10   |

| Дистанція   | Місце   | Дата            | Результат |
| ----------- | ------- | --------------- | --------- |
| 1500 метрів | Мірамас | 19 января 2019  | 3.50,90   |
| 3000 метрів | Стамбул | 16 февраля 2019 | 8.03,65   |